# Mbuun (peuple)
 (mai 2010).
Si vous disposez d'ouvrages ou d'articles de référence ou si vous connaissez des sites web de qualité traitant du thème abordé ici, merci de compléter l'article en donnant les références utiles à sa vérifiabilité et en les liant à la section « Notes et références ».
Pour les articles homonymes, voir Mbuun.
Les Mbuun sont un peuple d'Afrique centrale établi à l'ouest de la République démocratique du Congo, dans la province du Bandundu.

## Ethnonymie
Selon les sources, on observe de multiples variantes : Ambunu, Ambuun, Babunda, Babundu, Bambounda, Bambunda, Bunda, Mboun, Mbun, Mbuns, Mbuuns.

## Origines
Il est difficile de déterminer exactement l'origine des Mbuun. Leur tradition, essentiellement orale, gestuelle, symbolique, et visant principalement à transmettre un message, ne permet pas de la situer. Toutefois, l’histoire du Congo et certaines recherches[Lesquelles ?] décrivent l'occupation successive de l’Afrique centrale par les Pygmées et les Bantous. L’on dit[Qui ?] que ces derniers viennent du Gabon, du bord de la Cuanza et des rives de l'Océan à celles du Kwango ; et de tout l'Angola. Les Mbuun seraient partis du Gabon en passant par le Bas-Congo et l'Angola pour se retrouver finalement à leur emplacement actuel. Selon leur tradition orale, ils viendraient « d'Okoolung », au-delà de Kwango.
Quatre de leurs chefs sont restés célèbres : Mbiim, Thsim-Angung, Ngaal-a-Mbaang et Ngaal-a-Lweel. Comme la plupart des tribus du Kwilu, la structure politique traditionnelle des Ambuun est caractérisée par une grande variété dont l'autorité est limitée et localisée. Il n'existe pas chez eux de chef suprême du type Molopwe ou Mwata-Yanvu.
Géographiquement, les Mbuun occupent le sud-est de la province de Bandundu. Sur les douze secteurs de la circonscription du territoire d'Idiofa, ils en occupent six : Banga, Kalanganda, Kanga, Madimbi, Musanga et Yasa-Lokwa. Ils sont également localisés sur les territoires de Gungu (Lukamba) et Bulungu (Imbongo) ainsi que quelques émigrés visibles dans les secteurs fadiolais de Belo et Kipuku. (fadiolais : nom attribué aux habitants de IDIOFA)

## Langue
Leur langue est le mbuun (ou embuun), une langue bantoue.

## Culture

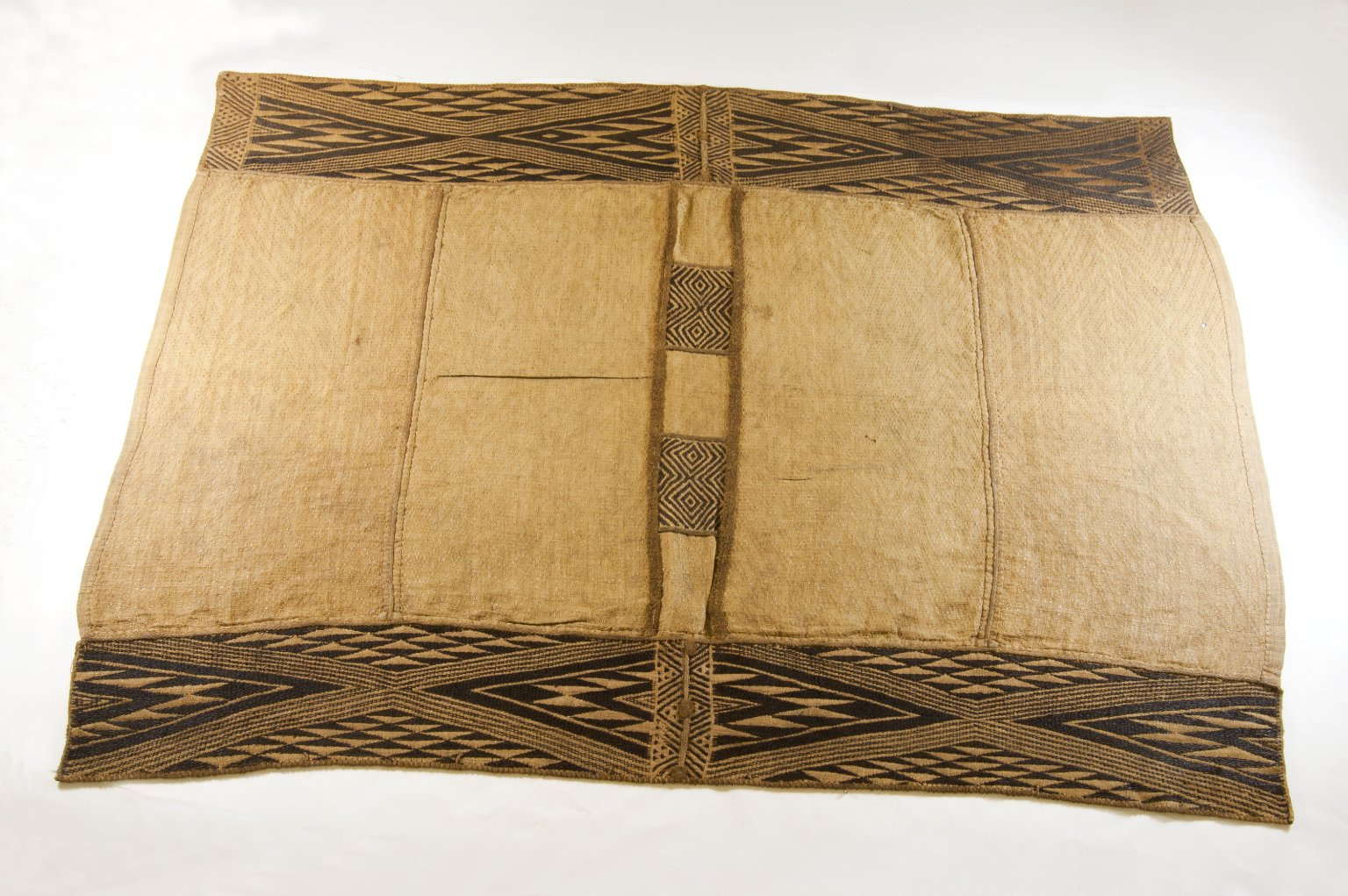
Raphia brodé

Les Mbuun ont beaucoup d'affinités culturelles avec leurs voisins Yanzi, Dinga et Mputu, comme leur foi en Nzeem-a-mpong (L'Être suprême), certains principes et comportements sociaux (par exemple, le système matrilinéaire), etc.
Le système matrilinéaire viendrait de la culture Yansi car à l'origine les Mbuun auraient pratiqué le système patrilinéaire qui aurait disparu avec l'absence d'un héritier mâle de la lignée paternelle du chef Ngal'Ambuun. Les notables de ce dernier, influencés par la pratique Yansi, lui conseillèrent de désigner son successeur parmi les fils de sa sœur cadette.
Le système matrilinéaire s'ancra chez les Mbuun quand le neveu ainsi désigné perpétua à son tour la pratique en passant la plume du pouvoir du côté de sa mère.
Il existe peu d’œuvres d'art chez les Mbuun, mais certains de leurs us et coutumes se retrouvent chez leurs voisins Pende, Dinga, Yanzi et Ngolo.
Les Mbuun forment généralement un peuple réservé, surtout lorsqu'ils se trouvent devant un étranger. Les Mbuun sont plus connus comme un peuple commerçant, intellectuel et pacifique.
Comme chez tous les Bantous, la musique et la danse sont omniprésentes dans leur quotidien et alimentent le folklore : langung, mimme (shosho), torba (propre aux femmes), bidunda-dunda, mozard (à la guitare accordée hors note universelle et au likembe), ... Il existe aussi des danses et chansons circonstancielles par rapport à un événement, telles que Ongoo, pour exprimer la joie (naissance, fête, ...) ; Okeen, lors de la circoncision ; Ossa, pour exprimer la douleur ; Iwong et Oyaa pour raffermir la fraternité du clan, ...
Les Mbuun se nourrissent du foufou, une pâte généralement préparée à base d'un mélange de la farine de manioc au maïs ou au millet.